# Teofil Zalewski
Teofil Zalewski (ur. 20 października 1872 w Gąbinie, zm. 20 października 1954 w Krakowie) – polski lekarz, profesor otolaryngologii, pułkownik Wojska Polskiego, senator w II RP.

## Życiorys

### Wykształcenie
W 1890 ukończył gimnazjum w Płocku i podjął studia na Wydziale Lekarskim Cesarskiego Uniwersytetu Warszawskiego. Po aresztowaniu i ucieczce do Krakowa kontynuował studia na Uniwersytecie Jagiellońskim i tam 20 lipca 1896 uzyskał dyplom lekarza. Podczas studiów pracował w Zakładzie Fizjologii UJ u prof. Napoleona Cybulskiego. W 1898 wyjechał na studia w dziedzinie otologii do Wiednia, gdzie pracował w klinikach otiatrycznych profesorów: A. Pulitzera, V. Urbantschitscha i O. Chiariego. Studiował również w Jenie.

### Działalność niepodległościowa
Będąc studentem IV roku na Uniwersytecie Warszawskim wziął udział w patriotycznej manifestacji ulicznej, zorganizowanej 17 kwietnia 1894, w setną rocznicę insurekcji kościuszkowskiej. Został aresztowany, był więziony w Arsenale i skazany na 3-letnie zesłanie do północnych guberni Rosji. Przed wywiezieniem skorzystał z zezwolenia na pożegnanie się z rodziną i zbiegł do Krakowa.
W 1897 w Krakowie również został aresztowany za działalność niepodległościową.
Podczas I wojny światowej (będąc już docentem) służył w stopniu kapitana w armii austriackiej i kierował oddziałami otolaryngologicznymi w szpitalach wojskowych w Opawie, Ołomuńcu i Lwowie. Od listopada 1918 służył w Wojsku Polskim i kierował oddziałem chirurgicznym dla postrzałów głowy i szyi w szpitalu wojskowym we Lwowie. Uczestniczył w obronie Lwowa w 1919. Służbę zakończył 30 września 1921 w stopniu pułkownika. 

### Praca lekarza

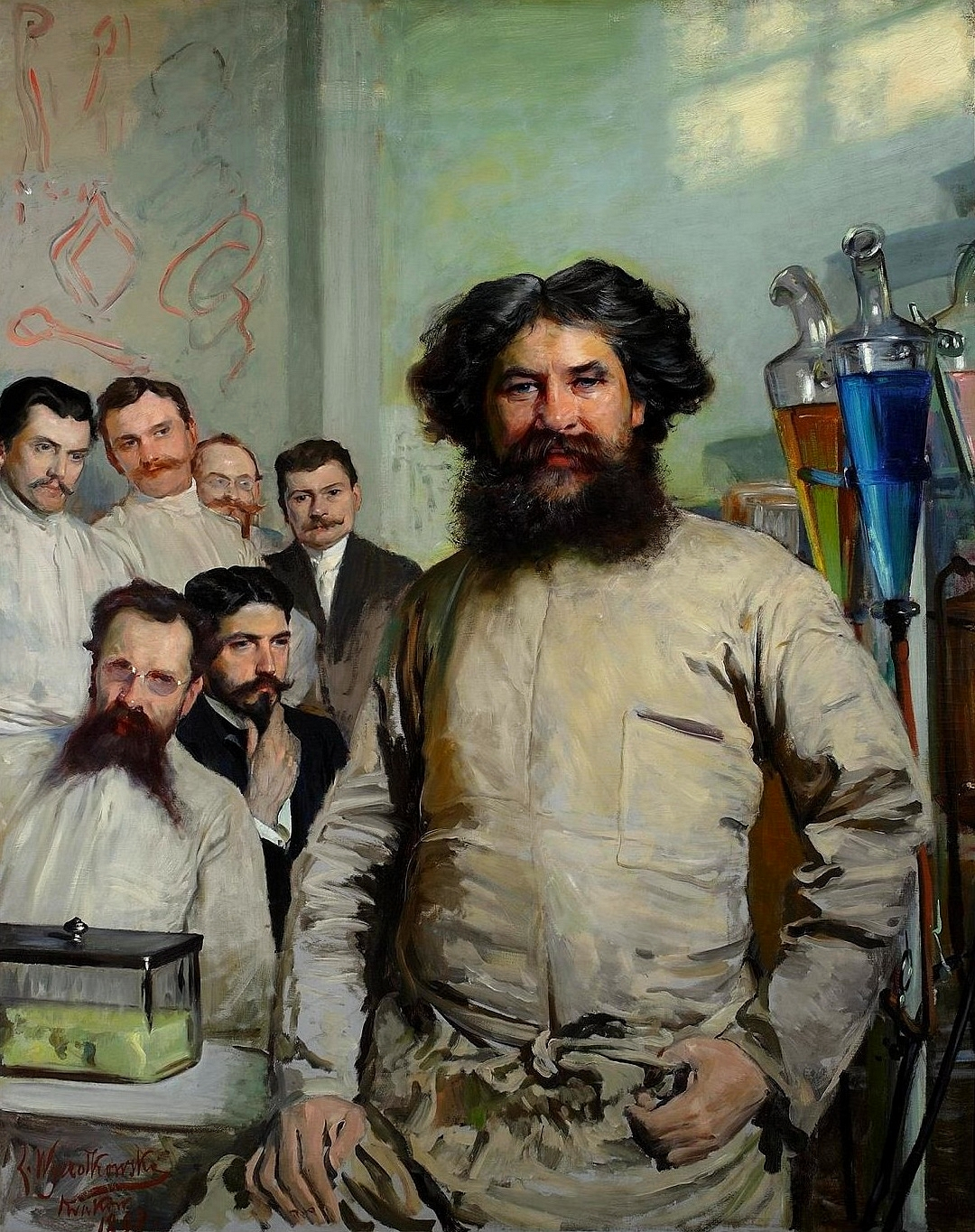
Portret prof. Ludwika Rydygiera z asystentami, namalowany przez Leona Wyczółkowskiego w 1897 roku, wtedy gdy jednym z asystentów profesora był Teofil Zalewski, może jedna z postaci w tle

W 1896 rozpoczął pracę w Klinice Chirurgicznej UJ jako asystent prof. Ludwika Rydygiera. W 1897 wraz z profesorem Rydygierem przeniósł się do Kliniki Chirurgicznej Uniwersytetu we Lwowie.
Po studiach w Wiedniu powrócił w końcu 1899 do kliniki chirurgicznej we Lwowie, gdzie zaczął specjalizować się w chirurgii otolaryngologicznej. 
W 1900 wyjechał na parę miesięcy do pracy w klinice otiatrycznej prof. J. Luca i w poliklinice zaburzeń mowy dr. A. Gutzmanna w Berlinie. W latach 1900–1908 prowadził utworzone przy lwowskiej klinice ambulatorium chorób uszu, nosa i gardła. 
W 1907 habilitował się na podstawie pracy: „Badania doświadczalne nad wytrzymałością błony bębenkowej” i jako drugi w kraju uzyskał veniam legendi z otiatrii. Minister Oświaty i Wychowania reskryptem z 25 października 1907 zatwierdził akt habilitacyjny na docenta prywatnego chorób uszu. Odtąd Zalewski wykładał metody badania narządu słuchu oraz patologię i leczenie chorób uszu.
W 1917 otrzymał tytuł profesora nadzwyczajnego tytularnego, a 1 października 1919 został nominowany na profesora nadzwyczajnego i kierownika Katedry i Kliniki Otolaryngologii UJK we Lwowie. W 1923 został mianowany profesorem zwyczajnym. W przydzielonym przez Ministerstwo Spraw Wojskowych osobnym budynku po koszarach austriackich przy ul. Pijarów 6 utworzył 16 maja 1924 klinikę na 40 łóżek, z 5 łóżkami dla dzieci, laboratoriami i innymi gabinetami. 10 lutego 1927 uruchomił ambulatorium foniatryczne przy klinice. W latach 1934–1935 urządził oddział dla chorych na gruźlicę górnych dróg oddechowych. W klinice stworzył nowoczesne warunki pracy, zaopatrzył ją w najnowsze urządzenia, szkolił odpowiednie siły naukowe i pomocnicze. Habilitował trzech docentów: Antoniego Dobrzańskiego (1929), Wiktora Jankowskiego (1939) i Tadeusza Ceypka (1939).
W roku akademickim 1927/1928 był dziekanem, a w 1930 – prodziekanem Wydziału Lekarskiego. 
W 1930 został wybrany senatorem RP III kadencji (1930–1935). 

### II wojna światowa
Podczas okupacji sowieckiej kierował kliniką w Lwowskim Państwowym Instytucie Medycznym, a podczas okupacji niemieckiej był kierownikiem oddziału otolaryngologicznego w szpitalu lwowskim. 

### Po II wojnie światowej
W październiku 1945 ekspatriowany do Wrocławia, gdzie 1 marca 1946 został mianowany kierownikiem Katedry i Kliniki Otolaryngologii Wydziału Lekarskiego Uniwersytetu i Politechniki Wrocławskiej. W tym samym miesiącu otworzył ambulatorium otolaryngologiczne, a od 1 maja – oddział laryngologiczny we wrocławskim Szpitalu Ojców Bonifratrów (50 łóżek) i prowadził go razem z docentem Wiktorem Jankowskim.
W grudniu 1948 otworzył kolejną klinikę (72 łóżka, w tym 16 łóżek dla dzieci). Od tego roku prowadził też wykłady dla studentów medycyny. Uruchomił ambulatorium przykliniczne dla młodzieży szkolnej i akademickiej oraz ośrodek badawczo-leczniczy chorób zawodowych. Habilitował jeszcze jednego docenta (S. Kossowskiego w 1951) i wyszkolił kolejnych 10 lekarzy otolaryngologów. 

## Dorobek
Był w Polsce jednym z pionierów chirurgii ucha. Opublikował 68 prac naukowych o kierunku doświadczalnym i klinicznym. Badania doświadczalne opublikował w 8 pracach. W swej pracy habilitacyjnej pierwszy na świecie wyjaśniał mechanizm powstawania pośrednich pęknięć błony bębenkowej. Wprowadził nowe metody postępowania w operacji doszczętnej ucha, otwierania komórek wyrostka sutkowatego za pomocą wiertła przy rozcięciu tchawicy, modyfikację plastycznego zamknięcia ubytków po operacji wyrostka sutkowatego i leczenia operacyjnego torbieli szczęki górnej. Zaproponował i wprowadził do praktyki klinicznej tzw. wskaźnik Zalewskiego, stosowany w rozpoznawaniu zapalenia wyrostka sutkowatego i ustalaniu wskazań do zabiegu operacyjnego na wyrostku. 
Od 1926 prowadził badania nad twardzielą na terenie Małopolski Wschodniej. Prace o epidemiologii twardzieli stanowią jedyne w piśmiennictwie polskim opracowania naukowe rejestrowanych przypadków twardzieli. Kilka prac dotyczyło tematyki społeczno-lekarskiej i historycznej. Ocenił 8 podręczników otolaryngologii. Przełożył z języka niemieckiego książkę H. Neumayera Higiena nosa, gardła i krtani (1909). 

## Działalność w środowisku lekarskim
W Towarzystwie Lekarskim Lwowskim pełnił w latach 1920–1922 funkcję skarbnika, w 1923 – wiceprezesa i prezesa (1924–1925).
Należał do Towarzystwa Otolaryngologicznego Lwowskiego. W latach 1923–1925 był prezesem Polskiego Towarzystwa Otolaryngologicznego i od 1929 był jego członkiem honorowym. W 1923 utworzył Sekcję Lwowską Polskiego Towarzystwa Otolaryngologicznego i był jej przewodniczącym do wybuchu wojny.
Na I Międzynarodowym Zjeździe Otolaryngologów w Kopenhadze w 1928 został wybrany do utworzonego wówczas Komitetu Międzynarodowego do wszechstronnego opracowania zagadnienia twardzieli.
Organizował 8. 10. i 12. Zjazd Otolaryngologów Polskich we Lwowie (1931, 1934 i 1937). Po II wojnie światowej przewodniczył 2. powojennemu Zjazdowi Otolaryngologów Polskich we Wrocławiu w 1948. Był przewodniczącym Oddziału Wrocławskiego Polskiego Towarzystwa Otolaryngologicznego. 
W 1924 był redaktorem naczelnym, a od 1925 – członkiem komitetu redakcyjnego „Polskiego Przeglądu Otolaryngologicznego”, od 1947 – „Otolaryngologii Polskiej”. 
Od 1927 był kuratorem i honorowym filistrem korporacji akademickiej Obotritii. W 1930 zrzekł się tej godności jako członek sanacyjnego „Zespołu Stu” po sprawie uwięzienia posłów opozycji w twierdzy brzeskiej. W latach 30. był kuratorem korporacji akademickiej K! Leopolia we Lwowie.
Był również członkiem Towarzystwa Lekarzy Galicyjskich i Towarzystwa Lekarzy Polskich byłej Galicji i Madryckiego Towarzystwa Otolaryngologicznego oraz prezesem Związku Oficerów Rezerwy we Lwowie. 

## Odznaczenia
- Krzyż Komandorski Orderu Odrodzenia Polski (10 listopada 1938)[5],
- Złoty Krzyż Zasługi (28 czerwca 1929)[6], po raz drugi (22 lipca 1951)[7],
- Medal Dziesięciolecia Odzyskanej Niepodległości,
- Medal Pamiątkowy za Wojnę 1918–1921.

## Życie prywatne
Był synem Aleksandra i Wiktorii z domu Lendzion.
Został pochowany na cmentarzu Rakowickim w Krakowie.